# Komari (kanton tuzlański)
Komari – wieś w Bośni i Hercegowinie, w Federacji Bośni i Hercegowiny, w kantonie tuzlańskim, w gminie Lukavac. W 2013 roku liczyła 46 mieszkańców, z czego większość stanowili Serbowie.